# Calostoma
Calostoma es un género de 29 especies de hongos gasteroides en el suborden Sclerodermatineae. Al igual que otros hongos gasteroides, Calostoma no tiene el mecanismo de descarga de esporas asociado con hongos branquiales típicos (ballistospora), y en su lugar tiene estructuras que contienen esporas. Parecido a los hongos gasteroides gelatinosos redondos, de color anaranjado a rojo, con tallos gruesos, se han recolectado especies en regiones de bosques deciduos, templados, tropicales o subtropicales. Tienen una distribución mundial, que incluye el este de América del Norte, Asia y Australasia. El nombre común dado en inglés a algunas especies, "prettymouth" ("bonita boca"), alude a los basidiocarpos o cuerpos frutales rojos brillantes con aberturas que pueden parecerse a los labios.
La inusual estructura del basidiocarpo ha llevado históricamente a los micólogos a sugerir varios esquemas de clasificación basados en presuntas relaciones con otros "hongos gasteroides". Los análisis filogenéticos realizados en la década de 2000 muestran que el género está evolutivamente relacionado con los hongos Boletus. Las especies de Calostoma son ectomicorrizas, formando asociaciones simbióticas con árboles de varias familias. La especie tipo, Calostoma cinnabarinum, forma una ectomicorriza con el roble.

## Taxonomía
La descripción original del género, basada en la especie tipo Calostoma cinnabarinum (sinónimo de cinnabarina), fue publicada por el botánico francés Nicaise Auguste Desvaux en 1809. Antes del advenimiento del análisis genético moderno, el género Calostoma se consideraba parte de los Gasteromycetes, una agrupación de hongos con estructuras cerradas que contienen esporas. Específicamente, se clasificó en el orden de "puffballs" con pedúnculo, aunque algunos micólogos han sugerido que el género Calostoma debería fusionarse con Tulostoma  (puffballs xerófilos), Scleroderma (puffballs duro), Geastrum (estrellas de tierra), o Pseudocolus (cuernos de aguijón). Algunos autores han colocado Calostoma en su propia familia, las Calostomataceae.
En la década de 2000, un análisis filogenético utilizando secuencias de genes ribosomales nucleares y mitocondriales ayudó a aclarar la filogenia de Calostoma. Usando las especies C. cinnabarinum y C. ravenelli como ejemplos representativos, la investigación mostró que el género estaba evolutivamente relacionado con el clado monofilético Boletales, y separado de los clados que contienen la mayoría de los "champiñones", puffballs, puffballs acechados, estrellas terrestres, cuernos apestosos y otros Gasteromycetes no boletales. Calostoma pertenece al suborden Sclerodermatineae en el orden de Boletales. Los Boletales comprenden los siguientes géneros: Boletinellus, Calostoma, Gyroporus, Phlebopus, Pisolithus, Scleroderma y Veligaster
Se cree que Calostoma se ha separado evolutivamente de los otros Boletales entre hace 52-115 millones de años.
El nombre del género Calostoma se deriva del griego kallos o "belleza", y estoma (στóμα) o "boca"; de manera similar, varias especies se conocen vulgarmente como "bocas lindas". En Corea, se llaman Yongi, que significa "mejillas rojas".

## Descripción

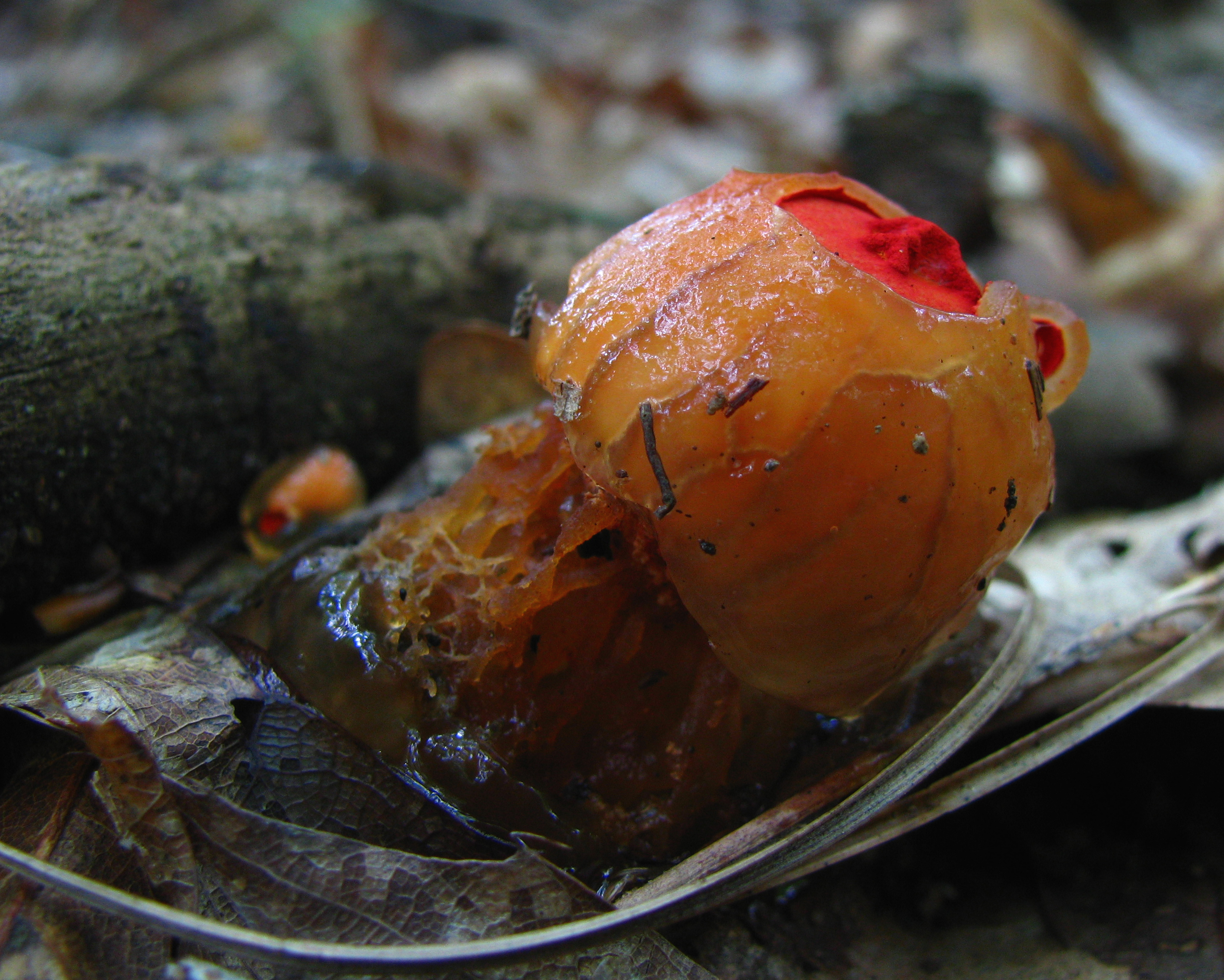
La capa externa de tejido de especies de Calostoma (se muestra C. cinnabarinum) es gelatinosa.

Los cuerpos fructíferos, técnicamente conocidos como gasterocarpos, forman cabezas esféricas que llevan esporas con un peridio (capa externa de tejido) formado por dos o cuatro capas de tejido claramente definidas. La capa peridial más externa es una cutícula espesa gelatinosa o brillante, que durante la madurez se despega para revelar el peristoma de colores brillantes que tiene un poro en forma de estrella a través del cual las esporas pueden escapar. La capa más interna del peridio es de papel y membranosa, y permanece unida a las capas externas solo en el ápice del poro o hendidura apical en forma de estrella. Los cuerpos frutales pueden no tener tallo (sésiles) o estar encima de un tallo. El tallo, hecho de cordones gruesos, entrelazados y fusionados de hifas, es higroscópico y se expandirá al absorber la humedad. La masa de esporas en la cabeza, la gleba, es pálida e inicialmente tiene hifas esqueléticas de paredes gruesas llamadas capillitia. Las conexiones de abrazadera están presentes en las hifas fúngicas.

### Esporas
Las esporas son de forma esférica a elíptica, y típicamente tienen superficies reticulares (con surcos interconectados que se asemejan a una red) o con aspecto de picaduras. Las variaciones en las elaboradas retículas de esporas picadas han inspirado la investigación con técnicas como el microscopio electrónico de barrido y el microscopio de fuerza atómica. La última técnica se usó para distinguir detalles sutiles (a escala nanométrica) y diferencias en la estructura fina de las esporas de varias especies de Calostoma. Las retículas de esporas tienen un propósito: se enredan y se entrelazan con células nodrizas e hifas escamosas, cuyo efecto neto es evitar que las esporas se dispersen simultáneamente.

## Desarrollo
Cuando se cultivan en condiciones húmedas, como las que se suelen encontrar en un bosque caducifolio templado, las especies de Calostoma desarrollan un exoperidio más grueso y gelatinoso (la capa peridial más externa). A medida que el tallo se expande, el exoperidio se desprende, exponiendo el endoperidio y un peristoma elevado, el reborde de tejido alrededor de la abertura que sugiere el nombre común, "boca bonita". El exoperidium puede ayudar a proteger la gleba en maduración de las especies de frutos tardíos de las variaciones nocivas de temperatura o humedad, o de la depredación de insectos.

## Hábitat y distribución
Las especies en Calostoma se han recolectado en regiones de bosques deciduos, templados, tropicales o subtropicales, que contienen especies arbóreas de las familias Fagaceae, Nothofagaceae, Myrtaceae y Dipterocarpaceae. Se demostró que la especie tipo C. cinnabarinum forma ectomicorrizas con especies de Quercus, usando marcaje isotópico, análisis moleculares y morfológicos. Calostoma del sudeste asiático también se han descrito como ectomicorrizal. Calostoma sarasinii forma ectomicorrizas con especies de Lithocarpus (Fagaceae) mientras que Calostoma retisporum forma ectomicorrizas con especies de las Myrtaceae. El modo de nutrición ectomicorrízica es predominante en el suborden Sclerodermatineae. Históricamente, se había asumido que era saprófilo, debido a su incertidumbre taxonómica y presunta relación con otros hongos sapróbicos como los puffballs acechados y las estrellas terrestres.
La distribución del género se limita a Australasia (Australia, Nueva Zelanda, Papúa Nueva Guinea), el sudeste de Asia, Asia y América del Norte y Central. Se han descrito especies de Indonesia (Borneo, Java, Sumatra, Nueva Guinea), Ceilán, Himalaya, Nepal, Taiwán, China, Nueva Zelanda, América del Norte y América Latina. Las especies australianas incluyen C. fuhreri, C. fuscum, C. insigne, C. rodwayi y C. viride. David Arora menciona una preferencia por los bosques húmedos en el este de América del Norte, particularmente en las montañas Apalaches del sur.

## Usos

### Comestibilidad
En general, las especies de Calostoma no se consideran comestibles; porque típicamente comienzan su desarrollo bajo tierra, y cuando los cuerpos frutales (gasterocarpos) aparecen son demasiado duros para el consumo. Sin embargo, un estudio de 2009 informó que en la comunidad de Tenango de Doria (estado de Hidalgo, México), Calostoma cinnabarinum solía ser recolectado por los niños y consumido "como un bocado", aunque la tradición parece haber sido abandonada en los últimos años. Los lugareños llamaban a los gasterocarpos jóvenes "yemitas".

### Bioquímica
Calostoma cinnabarinum contiene un pigmento llamado calostomal que es responsable de su color rojo. El nombre IUPAC de esta molécula es ácido todo-trans-16-oxohexadeca-2,4,6,8,10,12,14-heptaenoico.

## Lista de especies
La siguiente lista de especies se compila a partir del índice Fungorum así como especies publicadas en la literatura, pero ausentes en Fungorum, específicamente C. formosanum, C. junghuhnii y C. sarasinii. El nombre que figura bajo el binomio de especies es la autoridad: el autor de la descripción original de esa especie, seguido del año de publicación.
| BinomialAuthority                                                            | Año               | Distribución                                                                                    | Notas |
| ---------------------------------------------------------------------------- | ----------------- | ----------------------------------------------------------------------------------------------- | --- |
| C. aeruginosum Massee                                                        | 1891              |                                                                                                 | |
| C. berkeleyi Massee                                                          | 1888              | En las islas al sur de Sri Lanka                                                                | |
| C. brookeiL. Seguidor & B. Liu                                               | 1995              | En un bosque malasiano                                                                          | |
| C. cinnabarinum Corda                                                        | 1809              | China, Colombia, Costa Rica, India, México, Taiwán, y los Estados Unidos.                       | |
| C. formosanum Sawada                                                         | 1931              | Asia                                                                                            | Esta es una forma de C. junghuhnii con un tallo de enraizamiento muy corto. |
| C. fuhreri Crichton & J.H. Willis                                            | 1986              | En depresiones húmedas en crestas de arena en Victoria, Australia                               | Tiene cuerpos frutales de color gris oscuro a marrón hechos de un tallo gelatinoso corto, hasta 2 cm (0.8 in) de largo, y una cabeza esférica de hasta 0.8 cm (0.3 in) de ancho. La capa externa del peridio no se desprende de una sola pieza (como en C. fuscum) sino que persiste como pequeños gránulos negros. Las esporas son elípticas, blancas y de pared lisa, con dimensiones de 22-25 por 10-11.5 μm. |
| C. fuscum (Berk) Massee                                                      | 1888              | Tasmania y Australia del sur.                                                                   | |
| C. guizhouense B. Liu & S.Z. Jiang                                           | 1985              | En un bosque montanoen Guizhou, China.                                                          | |
| C. hunanenseB. Liu & Y.B. Peng                                               | 1979              | En la tierra en el bosque de Hunan, China.                                                      | |
| C. insigne (Berk) Massee                                                     | 1888              | Sri Lanka.                                                                                      | |
| C. japonica Henn.                                                            | 1902              | Japón                                                                                           | |
| C. jiangiiB. Liu & Yin H. Liu                                                | 1985              | En un bosque montañoso, en Guizhou, China                                                       | |
| C. junghuhnii (Schlect & Müll.) Massee                                       |                   | Recolectado en los Himalayas, sureste de Tíbet y Bhután, varias veces en Nepal, Japón y Taiwán. | Originalmente descrita como Mitremyces junghuhnii por Schlechtendal y Müller en 1844, esta especie fue descubierta en 1842 en una expedición para recolectar biota en el bosque de Batta-Lauder, cerca de Tapoilang, Java. Tiene cuerpos de fruta anaranjada a roja brillante hechos de un tallo de 1.5 a 2.5 cm (0.6 a 1.0 in) de largo y de 1.5 a 2.0 cm (0.6 a 0.8 in) de espesor. Las esporas son esféricas, cubiertas con verrugas redondeadas a pirámides de 1-2 μm de largo, con diámetros de 12.5-15 μm; la ornamentación de la superficie de las esporas parece ser única en el género. |
| C. luridum (Berk) Massee                                                     | 1888              | Cercano el río de Cisne en Australia occidental.                                                | |
| C. lutescens (Schw) Burnap                                                   | América del Norte |                                                                                                 | Esta especie es generalmente conocida como el "puffball enrejado". |
| C. miniataM. Zang                                                            | 1987              | Creciendo con musgo en Sichuan, China.                                                          | |
| C. oriruber Massee                                                           | 1888              | Larut, Perak, y la Península malaya.                                                            | |
| C. pengii B. Liu & Yin H. Liu                                                | 1984              | En un bosque en Hunan, China.                                                                   | |
| C. ravenelii (Berk) Massee                                                   | 1888              | En las montañas de Carolina del Sur, y Japón.                                                   | |
| C. ravenelii var. microsporum (G.F. Atk.) Castro-Mend. & O.K. Molino. (1983) |                   |                                                                                                 | Esta variante fue descrita por primera vez por George Atkinson en 1903, quien notó una gran semejanza con C. ravenelii, pero creyó que un tallo a menudo más largo y esporas oblongas más pequeñas (midiendo 6-9 por 3.5-4.5 μm) eran suficientes para justificar su denominación una nueva especie |
| C. ravenelii var. ravenelii (Berk.) Massee                                   | 1988              |                                                                                                 | |
| C. retisporum Boedijn                                                        | 1938              |                                                                                                 | |
| C. rodwayi Lloyd                                                             | 1925              |                                                                                                 | |
| C. sarasinii                                                                 | 1969              | Singapur                                                                                        | |
| C. singaporense L. Seguidor & B. Liu                                         | 1995              | Singapur.                                                                                       | |
| C. variispora. B Liu, Z.Y. Li & Du                                           | 1975              | China                                                                                           | Caracterizado por sus esporas elípticas de tamaño variable, que van desde 9-18.9 por 5.7-8.6 μm. |
| C. viride (Berk) Massee                                                      | 1988              | Tonglu y Sinchal, en el Himalaya Sikkim a una altura de 7,000 a 9,000 pies (2,100-2,700 m)      | |
| C. yunnanenseL .J. Li & B. Liu                                               | 1984              | Yunnan, China.                                                                                  | |
| C. zanchianum (Rick) Baseia & Calonge                                        | 2006              |                                                                                                 | |

## Galería

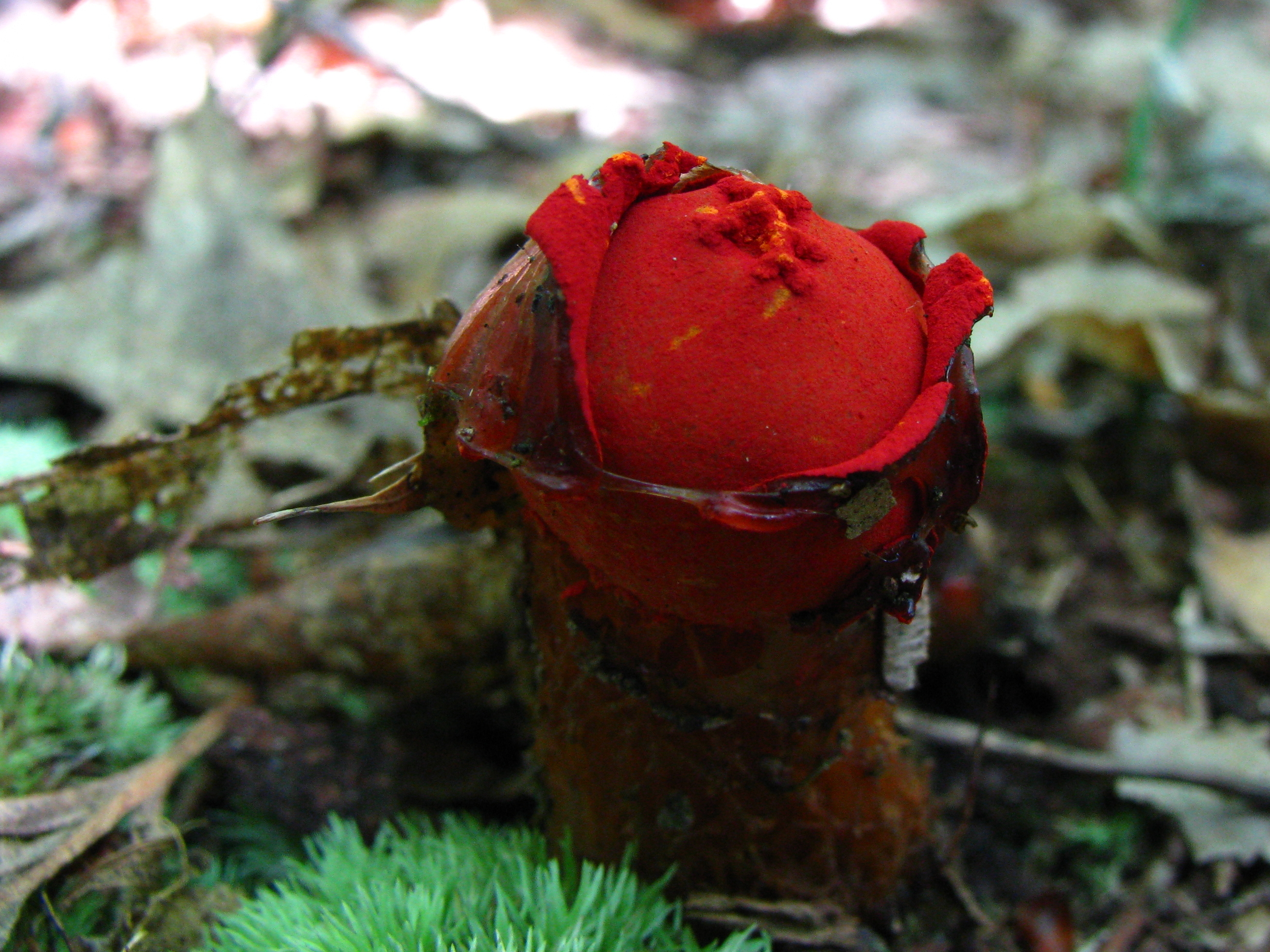
Calostoma cinnabarinum que muestra peristoma y gleba expuesta
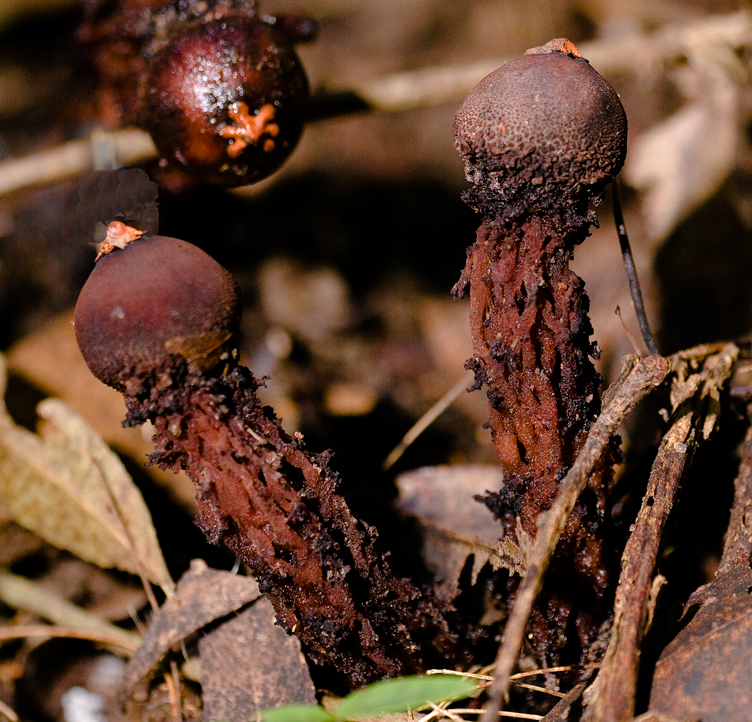
La especie de Calostoma tentativamente identificadas como C. rodwayi
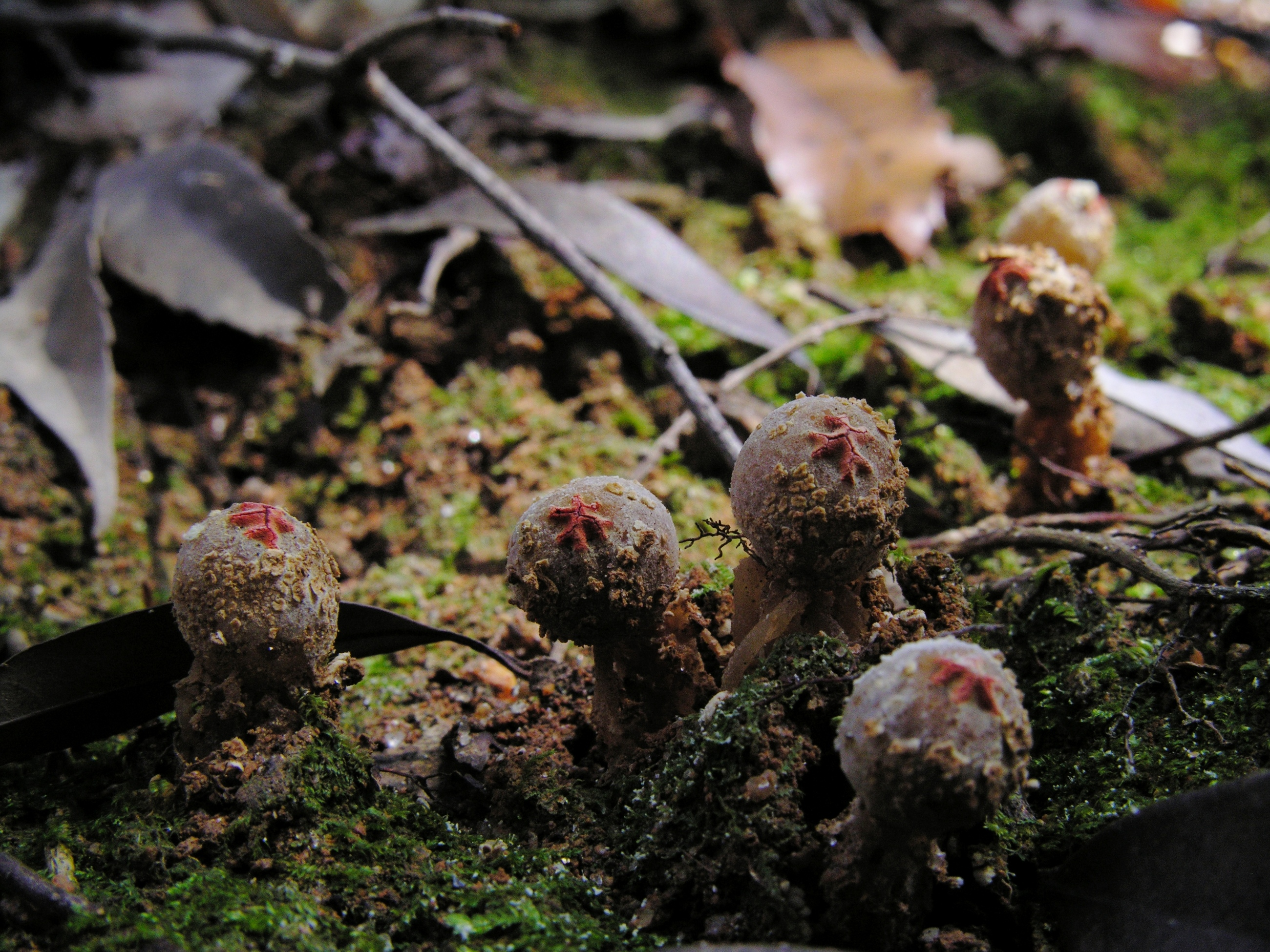
Calostoma japonica
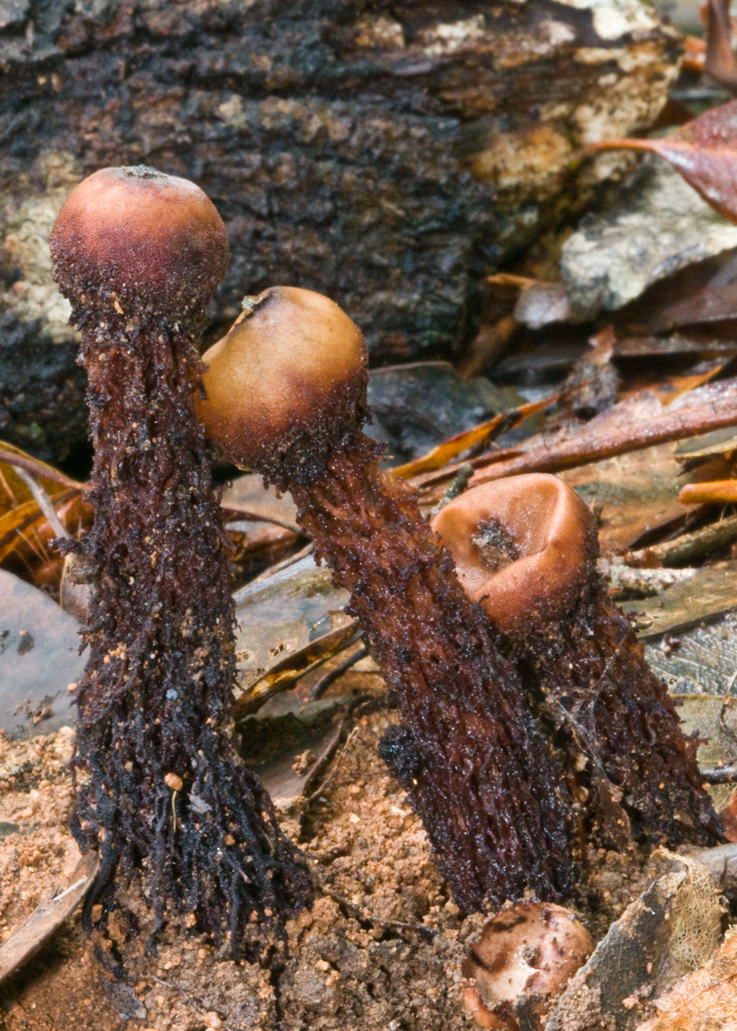
Calostoma fuscum